# 270
270（二百七十、にひゃくななじゅう）は自然数、また整数において、269の次で271の前の数である。

## 性質
- 270は合成数であり、約数は1, 2, 3, 5, 6, 9, 10, 15, 18, 27, 30, 45, 54, 90, 135, 270である。
  - 約数の和は720。
  - 62番目の過剰数である。1つ前は264、次は272。
    - 約数の和が自身を並べ替えた数になる4番目の数である。1つ前は258、次は276。(オンライン整数列大辞典の数列 A115920)
    - 約数の和を平方した数が自身で割り切れる8番目の数である。1つ前は234、次は496。(オンライン整数列大辞典の数列 A263928)
例．σ(270)2 ÷ 270 = 7202 ÷ 270 = 1920 (ただしσは約数関数)
- 270 = 2 × 33 × 5 , 720 = 24 × 32 × 5 であり、元の数と約数の和の素因数が同じ（この場合 2, 3, 5）になる5番目の数である。1つ前は120、次は496。(オンライン整数列大辞典の数列 A027598)
- 5番目の調和数である。1つ前は140、次は496。
  - 完全数でない調和数としては3番目の数である。1つ前は140、次は672。(オンライン整数列大辞典の数列 A090945)
- 80番目のハーシャッド数である。1つ前は266、次は280。
  - 9を基とする27番目のハーシャッド数である。1つ前は261、次は306。
- 2702 + 1 = 72901 であり、n 2 + 1 が素数になる46番目の数である。1つ前は264、次は280。(オンライン整数列大辞典の数列 A005574)
- 270 = 2 × 33 × 5
  - 3つの異なる素因数の積で p 3 × q × r の形で表せる4番目の数である。1つ前は264、次は280。(オンライン整数列大辞典の数列 A189975)
- 1/270 = 0.0037… (下線部は循環節で長さは3)
  - 逆数が循環小数になる数で循環節が3になる12番目の数である。1つ前は222、次は296。(オンライン整数列大辞典の数列 A069105)
- 270 = 10 × 33
  - n = 3 のときの 10n 3 の値とみたとき1つ前は80、次は640。(オンライン整数列大辞典の数列 A244729)
  - n = 3 のときの 10 × 3n の値とみたとき1つ前は90、次は810。(オンライン整数列大辞典の数列 A005052)
- 270 = 12 + 102 + 132 = 32 + 62 + 152 = 52 + 72 + 142 = 72 + 102 + 112
  - 3つの平方数の和4通りで表せる18番目の数である。1つ前は261、次は278。(オンライン整数列大辞典の数列 A025324)
  - 異なる3つの平方数の和4通りで表せる8番目の数である。1つ前は261、次は281。(オンライン整数列大辞典の数列 A025342)
- 異なる4つの平方数の和13通りで表せる最小の数である。次は350。
  - 異なる4つの平方数の和 n 通りで表せる最小の数である。1つ前の12通りは318、次の14通りは330。(オンライン整数列大辞典の数列 A025417)
- 270 = 33 + 33 + 63
  - 3つの正の数の立方数の和1通りで表せる36番目の数である。1つ前は258、次は277。(オンライン整数列大辞典の数列 A025395)
- n = 270 のとき n と n − 1 を並べた数を作ると素数になる。n と n − 1 を並べた数が素数になる33番目の数である。1つ前は268、次は282。(オンライン整数列大辞典の数列 A054211)
- n = 270 のとき n と n + 1 を並べた数を作ると素数になる。n と n + 1 を並べた数が素数になる32番目の数である。1つ前は252、次は276。(オンライン整数列大辞典の数列 A030457)
  - n = 270 のとき n と n − 1 および n と n + 1 を並べた数が素数になる7番目の数である。1つ前は192、次は300。(オンライン整数列大辞典の数列 A068700)
例．270269 と 270271 は素数。またこの2つの素数は双子素数である。
- 270 = 172 − (2 + 8 + 9)
  - n = 17 のときの n 2 とその各位の和との差とみたとき1つ前は243、次は315。(オンライン整数列大辞典の数列 A224977)
- 約数の和が270になる数は3個ある。(136, 178, 269) 約数の和3個で表せる11番目の数である。1つ前は248、次は294。

## その他 270 に関連すること
- 270×単位
  - 270° = 3⁄2π (rad) = 3R（三直角）
- 西暦270年
- 紀元前270年
- 270toWinは、アメリカの政治に関するウェブサイト。
- UFC 270
- RD-270
- 近鉄270系電車
- 上田丸子電鉄クハ270形電車
- 山陽電気鉄道270形電車
- .270ウィンチェスター
- P-270 (ミサイル)
- TOI-270は、がか座の恒星。
- 270号線 (チェコ)